# Class 390
Pour les articles homonymes, voir Class.
Les Pendolino Classe 390 sont des rames automotrices électriques pendulaires construites par Alstom et en service sur les chemins de fer britanniques en exploitation commerciale par Avanti West Coast.  
Les Class 390 utilisent le système de pendulation mis au point par Fiat Ferroviaria. Cinquante-trois rames composées de huit caisses, puis ultérieurement rallongées à neuf et onze caisses, ont été livrées à Virgin Trains entre 2001 et 2004 et sont entrées en service sur la West Coast Main Line. Ce matériel est le dernier construit dans l'usine Alstom de Washwood Heath (en) avant sa fermeture en 2005. Les quatre rames restantes ont été construites en Italie.

## Galerie de photos

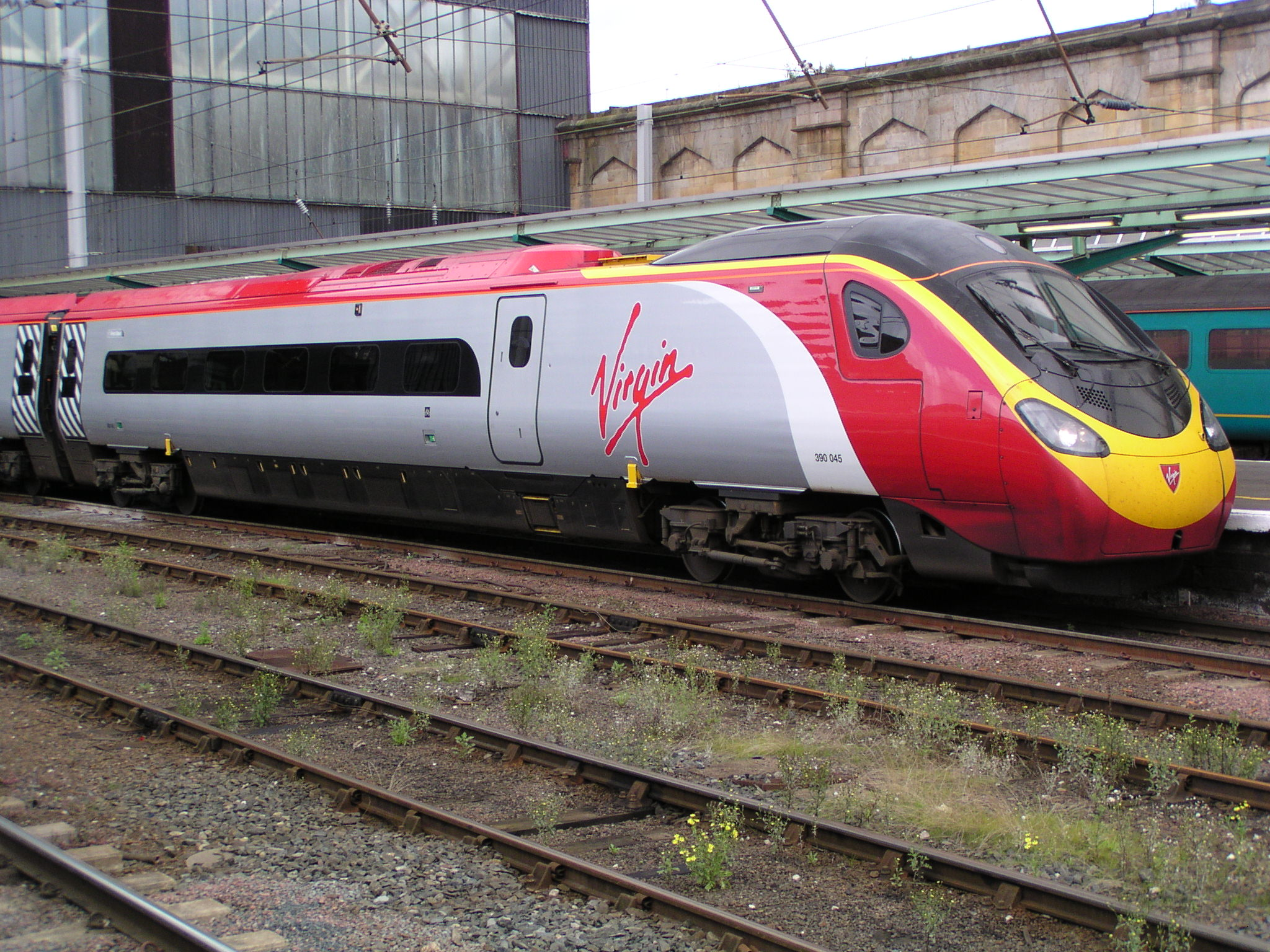
Rame n° 390045 « Virgin Valiant » à Carlisle, dans la dernière livrée Virgin rouge et argent.
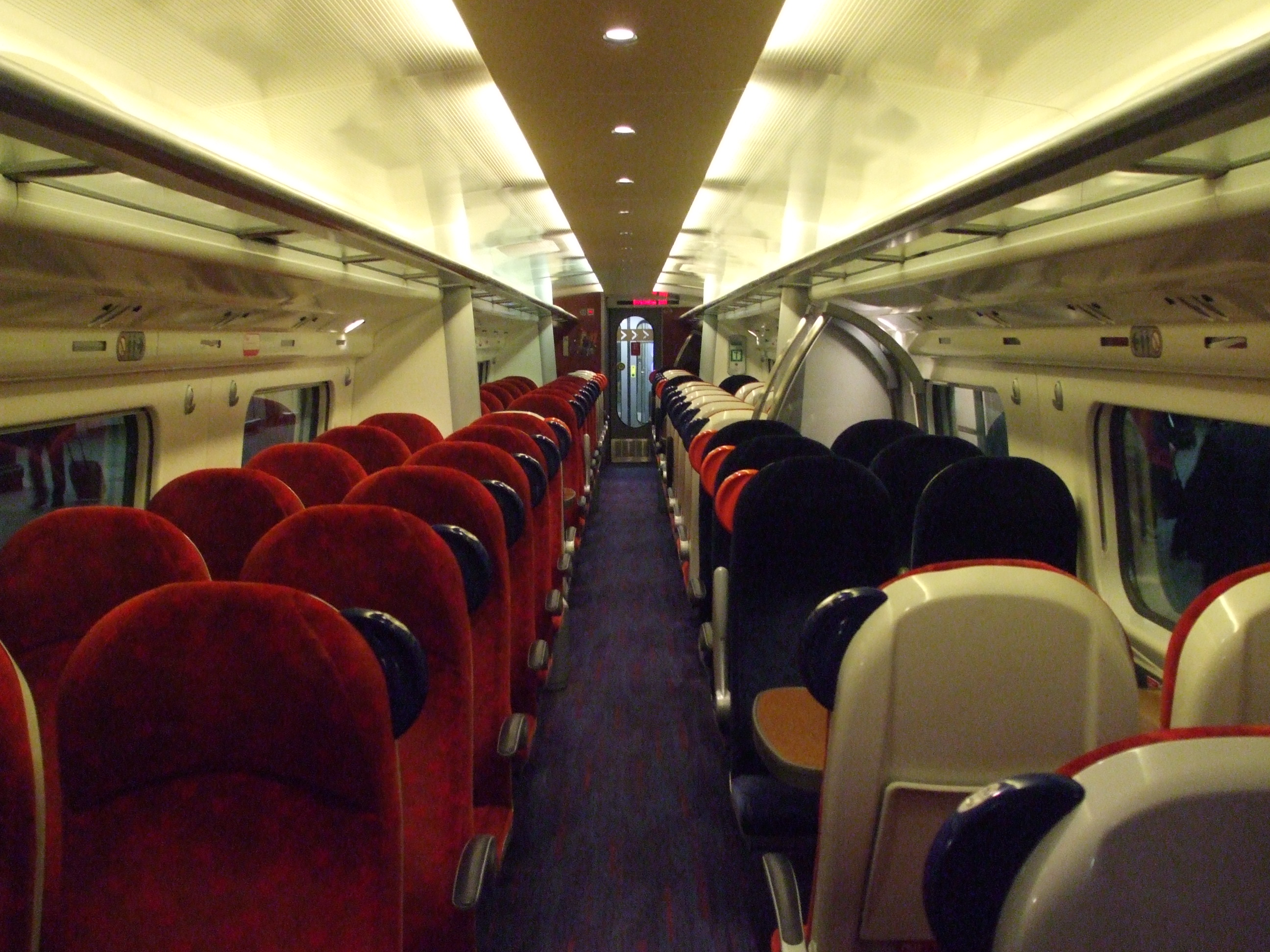
Intérieur d'une voiture de la classe standard.
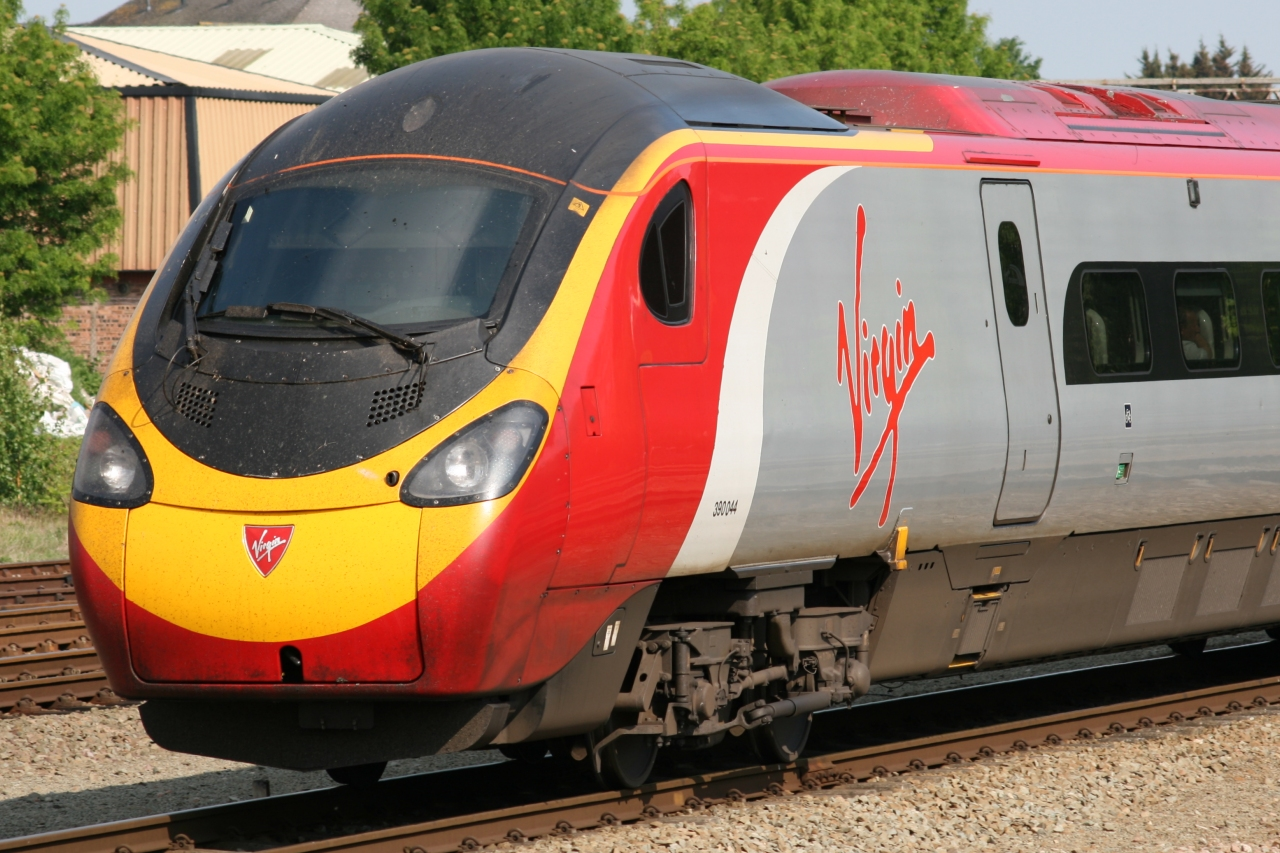
Rame 390044 en gare de Chester.